# Рудка (притока Горині)
Рудка, Бухта — річка в Україні, у Гощанському районі Рівненської області. Права притока Горині (басейн Дніпра).

## Опис
Довжина річки приблизно 15 км.

## Розташування
Бере початок у селі Федорівка (колишнє Тудорів). Тече переважно на північний захід через Терентіїв, Чудницю і впадає у річку Горинь, праву притоку Прип'яті.
Річку перетинають автошляхи E40 Р77